# 金斗漢
金斗漢（1918年6月23日—1972年11月21日），号義松，大韓民國政治家、國會議員、組織暴力團員、反共主义者，父親為韓國獨立運動家金佐鎮。

## 生平

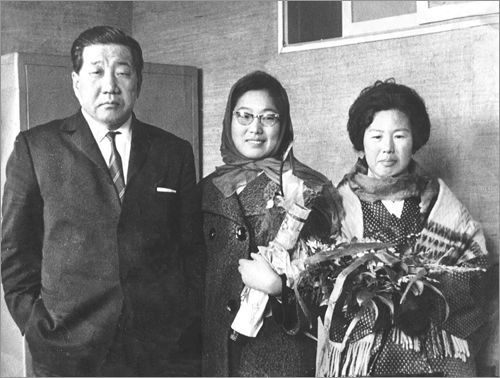
金斗漢、金乙東和李載熙

1918年，出生在京城府鐘路。1924年，与祖母一同前往满洲，去见父亲金佐镇。由于有“不逞鲜人”的家庭背景，他在梶童国民学校读了两年书就被迫退学。此后来到开城，10岁时一个人来到京城（今首尔），成为乞丐。后来加入任侠团体，并在18岁的时候成为鐘路派的头目。在日治时期末期，金斗汉占据了京城繁华的街区鍾路，成为当时组织暴力团的势力的首领之一。
与愚连队和暴力团不同的是，金斗汉的帮派从不对一般的朝鲜市民行凶，而是持有强烈的反日倾向，他们打着金佐镇之子的旗号，对日本军队的武器库进行爆破。当时日本人不断在朝鲜扩张自己的商业权，金斗汉同日本暴力团进行抗争，保护朝鲜商人的利益，因此在朝鲜人心中地位崇高。后来著名的组暴头目李丁载曾是金斗汉的手下。
1945年日本投降后，金斗汉率领鐘路派参加朝鲜建国准备委员会，并负责维持治安。建国准备委员会解散后，他在竹马故友丁镇龙的劝说下加入了朝鲜共产党，而此时的丁镇龙是朴宪永的秘书。金斗汉担任朝鲜青年前卫隊的队长，并被人提议任命为朝鲜人民军南朝鲜司令官。
然而后来金斗汉得知了父亲是被共产主义者暗杀而死的真相，怒而放弃共产主义，改向民族主义。他与美军政厅的警务部长赵炳玉，以及后来新民党总裁柳珍山相认识，同民族主义阵营的领导人交流很深。金斗汉最终成为了坚定的反共主义者，并成为白色恐怖的代行者，对示威者进行镇压，杀害了许多人。
金斗汉成为李承晚、金九、柳珍山主导的大韩民主青年同盟的监察部长，成为保守右翼阵营的急先锋。他调集组暴团资金积极活动，还袭击了朴兴植等亲日派资本家的家。组暴团还试图对吕运亨、金奎植等提倡左右翼合作的人士进行绑架和暗杀，但未遂。对此金九大为愤慨，此后组暴团才收敛了。
大韩民国成立后，金斗汉成为大韩独立促成全国劳动总同盟的最高委员，倾听劳动者的要求并且进行解决，在韩国劳动者中获得极高人气。朝鲜战争爆发后，金斗汉就任大韩学徒义勇军参谋长，组建大约1500名学徒并参战。该军与廉东振的白衣社一起，发起对金日成等人的暗杀行动，但未能成功。
后来，赵炳玉因与李承晩总统意见冲突而辞职，成为反李承晩势力的主要人物。金斗汉坚定地站在赵炳玉、柳珍山一边，成为反李承晚势力的主要人物。
1954年，36岁的金斗汉获得民主国民党的推荐，以无党籍的身份参加了鐘路选举区的国会议员选举，以微弱优势获胜。当选后，他在祝贺会上宣布解散鐘路派，并正式引退。部下无人反对，而是向他敬酒祝贺。解散时鐘路派人数已达3万人以上，俨然成为亚洲最大的暴力团势力。
1961年，朴正熙发动五一六军事政变。金斗汉因与金鍾泌接近，因而对政变坐视不管。政变成功后，朴正熙追授给金佐镇建国勋章，并授予金斗汉一等国家功劳赏。然而后来金斗汉在内部斗争中失势，在1963年被韩国中央情报部逮捕审问。1965年，又因为韩国独立党内乱阴谋事件的牵连，被逮捕关入西大门刑务所。在野党和友党共和党在释放决议案中投下赞成票，最终使他获释。翌年，因为走私糖精事件引发国会污物投掷事件而被捕，金斗汉辞去国会议员职务。朴正熙亲自会见汉城市长，要求破例给予金斗汉特别待遇。
1972年11月19日，金斗汉突然倒地意识不明，21日早上9时5分死去，年55岁。死因一说为高血压，一说为暗杀。
金斗汉的女儿金乙东是韩国演员兼国会议员。外孙宋一国是韩国演员。
2002年SBS电视剧《野人时代》讲述的是金斗汉的传奇人生。

## 著作
- 《金斗漢自書傳》（김두한자서전）